# Halsua
Halsua este o comună din Finlanda.